# Señorío de Metztitlán
El señorío de Metztitlán (del nahuatl, Metztli, 'Luna', y la posposición itlan, 'entre', o sea, 'Entre la Luna') fue un estado precolombino y contemporáneo a la conquista española de México que se ubicaba al centro del territorio del actual estado de Hidalgo, siendo independiente del Imperio azteca al igual que sus vecinos, el señorío de Hueyacocotla y el señorío de Tototepec. Su capital y ciudad más importante estaba en Metztitlan con 20 000 habitantes, ciudad que aun existe y en segundo lugar de importancia tenían a Molango, con 10 000 habitantes. Los metzcas conformaban un tlatoanazgo gobernado por un solo gobernante, que era al mismo tiempo sacerdote y tlatoani.
Durante el siglo XV, los aztecas, con el deseo de dominarlos, fueron arrinconándolos y conquistando regiones y naciones aledañas. Primeramente se apoderaron del valle de Tulancingo que los separó de sus aliados de Tototepec, luego tomaron el norte del valle del Mezquital y parte de la Sierra Alta, de esta manera las fronteras de Metztitlán quedaron teniendo como frontera natural el río Amajac, por el oeste, y la barranca de Metztitlán del río Venados, por el este, quedando cuasi enclavados en el territorio mexica, por excepción al noroeste en la que colindaban con el Hueyacocotla, que eran enemigos.

## Historia

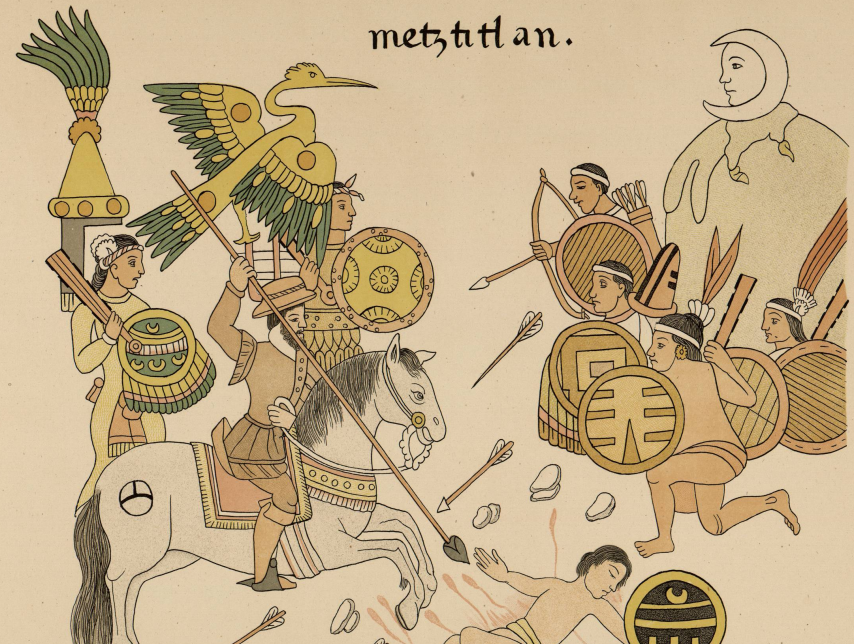
Conquista del Señorío de Metztitlan por los españoles, representado en el Lienzo de Tlaxcala.

Sus orígenes se remontan a la época de la caída de Tula y por tanto del Imperio tolteca en manos de varias tribus bárbaras chichimecas comandadas por Xolotl. Sucede que dicho imperio colapsa en 1230 por la invasión de éstos pueblos, y después de su llegada, sus habitantes (del Imperio tolteca) se desplazan hacia el sur y se asientan en el valle de México, fundando tres grandes señoríos: Azcapotzalco, que fue poblado por tepanecas, Xaltocan por los otomíes, y Coatlichan, por los acolhuas. En Xaltocan se instaló el tlatoani Chiconcuauhtli, unificando a todos los grupos otomíes. El líder Xolotl de los invasores chichimecas muere en 1232 y le sucede Nopaltzin (1232-1263), Tlotzin (1263-1298), Quinatzin (1298-1357) y Techotlalatzin (1357-1409), ellos se asientan en el valle de México como tributarios del estado tepaneca en su altépetl Tetzcuco, ellos poco a poco absorben el modo de vida sedentario y tolteca.
No hubo pocas rebeliones chichimecas y es que luchaban para adaptarse al modo de vida sedentario. Una de estas rebeliones fue la de 1350 encabezada por Yacanex, gobernante de Tepetlaoxtoc (dependiente de Texcoco). En esta guerra la rebelión fue enteramente sofocada por Quinatzin (rey texcoquense), únicamente Nopaltzin (hermano de Quinatzin) estaba convencido de la sublevación y siguió atacando a los xaltocanos, sin embargo fue derrotado en Tulantzingo, donde murió.
Fue en el año de 1272, cuarenta años después del establecimiento de Xaltocan, cuando Metztitlan 'el lugar entre la Luna' fue fundado por integrantes de la etnia otomí, en calidad de señorío tributario. El reino de Xaltocan tenía rivalidad con Azcapotzalco y Coatlichan, por lo que constantemente había disputas territoriales; en 1395 el tlatoani Azcapotzalca Tezozómoc forma alianza con Techotlalatzin e invade y destruye también con ayuda de los aztecas (que en ese tiempo eran vasallos de los tepanecas) el altépetl de Xaltocan, por lo que sus habitantes emigraron principalmente a Tototepec y Metztitlan; el último rey de Xaltocan (Tzompantzin sucesor de Paintzin), al escapar de su altépetl destruido por los tepanecas se refugió en Metztitlan donde se fortaleció y evitó su caída en manos enemigas. En ese momento, Metztitlan se convirtió en un señorío independiente, sucesor directo del reino de Xaltocan.
Después de éstos sucesos, Azcapotzalco se posiciona como potencia regional en el valle de México en el reinado de Tezozómoc (1324-1375), hasta que repentinamente se formó la triple alianza que los derrocó y conformó el Imperio azteca, estado que nunca logró conquistar a Metztitlan.